# Sideman
 (juillet 2025).
Si vous disposez d'ouvrages ou d'articles de référence ou si vous connaissez des sites web de qualité traitant du thème abordé ici, merci de compléter l'article en donnant les références utiles à sa vérifiabilité et en les liant à la section « Notes et références ».
Un sideman est un musicien professionnel dont les services sont requis pour enregistrer avec un groupe de musique dont il n'est pas membre permanent. Les sidemen sont généralement capables de s'adapter à différents genres musicaux selon la commande. Les bons sidemen sont parfois très demandés.
Souvent, mais pas toujours, ils forment ensuite leurs propres groupes pour faire une carrière en leur nom : par exemple John Lennon, Paul McCartney, George Harrison et Pete Best qui étaient sidemen de Tony Sheridan avant de former le groupe The Beatles. D'autres à l'inverse dégagent du temps de leur propre groupe pour devenir sidemen d'autres artistes comme Mike Watt avec J Mascis and the Fog ou The Stooges.
Parmi les sidemen célèbres on peut citer
- Ray Brown, contrebassiste ;
- Martial Solal, pianiste de jazz ;
- Eric Clapton, guitariste blues/rock pour Delaney & Bonnie ;
- Sonny Clark, pianiste hard bop ;
- Vinnie Colaiuta, batteur ;
- Bill Evans, pianiste de jazz ;
- Johnny Dodds, clarinettiste de jazz ;
- Sonny Clark, pianiste ;
- Steve Gadd, batteur ;
- Eddie Gómez, contrebassiste ;
- Roy Hargrove, trompettiste ;
- Freddie Hubbard, trompettiste ;
- Chuck Leavell, claviériste ;
- Pino Palladino, bassiste ;
- Pino Presti, bassiste ;
- Billy Preston, claviériste ;
- Mike Stern, guitariste de jazz ;
- Fred Wesley, tromboniste jazz et funk auteur du livre Hit Me, Fred: Recollections of a Sideman ;
- Phil Woods, saxophoniste alto et clarinettiste de jazz ;
- Manu Katché, batteur pop, rock, jazz ;
- André Ceccarelli, batteur de jazz ;
- Keith Jarrett, pianiste de jazz, principalement pour Charles Lloyd et Miles Davis.

Side Man est aussi le nom d'une pièce de théâtre de Warren Leight distinguée par un Tony Award et qui relate la vie et la carrière de Gene, un personnage de fiction qui joue de la trompette comme sideman.